# Lecalida nigritula
Lecalida nigritula är en skalbaggsart som beskrevs av Thomas Casey. Lecalida nigritula ingår i släktet Lecalida och familjen jordlöpare. Inga underarter finns listade i Catalogue of Life.